# Iron, Blood & Death Corporation
Iron, Blood & Death Corporation (IBDC) ist ein 2005 gegründetes mexikanisches Musiklabel. Es ist auf alle extremen Spielarten von Heavy Metal spezialisiert und veröffentlicht Bands aus allen Teilen der Welt.

## Veröffentlichungen (Auswahl)
| Gruppe                      | Titel                                                                 | Jahr | Kommentar              |
| --------------------------- | --------------------------------------------------------------------- | ---- | ---------------------- |
| Desaster                    | Angelwhore                                                            | 2005 |                        |
| Burial Hordes               | Devotion to Unholy Creed                                              | 2008 |                        |
| Witchmaster                 | Sex Drugs and Natural Selection                                       | 2009 | EP                     |
| Mortuary Drape              | Secret Sudaria                                                        | 2010 | Wiederveröffentlichung |
| Pagan Rites                 | Embrace the Torments of Hell                                          | 2010 |                        |
| Revenge                     | From Hell                                                             | 2010 |                        |
| Sadiztik Impaler            | Triumphant Decimator                                                  | 2013 | EP                     |
| Devil Lee Rot               | Doom Devilution                                                       | 2014 |                        |
| Exordium Mors               | The Apotheosis of Death                                               | 2014 |                        |
| Evil Whiplash               | Beyond Dimension                                                      | 2015 |                        |
| Guerra Total                | Nihilistic Malthusian Manifesto (The Ouroboros Cosmic Indifferentism) | 2017 |                        |
| Malichor                    | Nightmares & Abominations                                             | 2017 |                        |
| Paganizer                   | Assimilated in Death                                                  | 2017 | Kompilation            |
| Decayed                     | Dark Pagan Ritual                                                     | 2017 | Kompilation            |
| Thornspawn                  | Wrath of War                                                          | 2016 | Wiederveröffentlichung |
| Those Who Bring the Torture | Pain Offerings                                                        | 2018 |                        |